# Списък със синглите номер 1 на Bulgarian National Top 40 (2007)
Това е списък със синглите на първа позиция в класацията Bulgarian National Top 40 за 2007. Първото издание на класацията излиза на 29 април 2007 с номер едно - Beautiful Liar на Beyoncé и Shakira.
- Beyoncé с участието на Shakira - Beautiful Liar
  - 2 седмици (29 април – 12 май)
- Timbaland с участието на Nelly Furtado & Justin Timberlake - Give It To Me
  - 1 седмица (13 май – 19 май)
- Beyoncé с участието на Shakira - Beautiful Liar
  - 1 седмица (20 май – 26 май)
- Timbaland с участието на Nelly Furtado & Justin Timberlake – Give It To Me
  - 2 седмици (27 май – 9 юни)
- Rihanna с участието на Jay-Z - Umbrella
  - 9 седмици (10 юни – 11 август)
- Justin Timberlake – Lovestoned
  - 2 седмици (12 август – 25 август)
- Timbaland с участието на Keri Hilson - The Way I Are
  - 6 седмици (26 август – 6 октомври)
- 50 cent с участието на Justin Timberlake & Timbaland - Ayo Technology
  - 5 седмици (7 октомври – 10 ноември)
- Ida Corr vs. Fedde le Grand - Let Me Think About It
  - 2 седмици (11 ноември – 24 ноември)
- David Guetta с участието на Cozi - Baby When The Light
  - 1 седмица (25 ноември – 1 декември)
- Craig David - Hot Stuff
  - 1 седмица (2 декември – 8 декември)
- OneRepublic с участието на Timbaland - Apologize (Remix)
  - 7 седмици (9 декември – 26 януари)